# 園田恵子
園田 恵子（そのだ けいこ、1970年11月15日 - ）は、日本の女性声優。アプトプロ所属。山形県出身。

## 経歴
東京芸術座研究所を経て、東京芸術座に入団し、文学座研究所を経て、1997年から江崎プロダクション（現：マウスプロモーション）に所属。

## 人物
アニメ、吹き替えで活躍しており、舞台、テレビドラマにも出演している。
シャープな声質で色気と知性的な中年女性役を演じる。
方は米沢弁（置賜弁）。

## 出演

### テレビアニメ
1999年
- 週刊ストーリーランド（1999年 - 2001年、同僚、主婦A、女1）
- 人形草紙あやつり左近（寺尾の妻、母親）
- セラフィムコール（主婦）
- 名探偵コナン（1999年 - 2001年、昌江、女B、看護師、社員C、職員、主婦A）

2000年
- 妖しのセレス（看護婦）
- 幻想魔伝 最遊記（悟浄の継母、美朋の母）
- 星界の戦旗（参謀1）

2001年
- パチスロ貴族 銀（石橋恵美）

2002年
- NARUTO -ナルト-（イバラ）
- パタパタ飛行船の冒険（マルグリート）

2003年
- 最遊記RELOAD（悟浄の継母）

2004年
- 忘却の旋律（女性探偵）
- 無人惑星サヴァイヴ（メノリの母）

2005年
- タイドライン・ブルー（エマ）

2007年
- NARUTO -ナルト- 疾風伝（イバラ）

2012年
- 夏目友人帳 肆（三世子の母）

2017年
- Just Because!（美緒の母）

2025年
- ずたぼろ令嬢は姉の元婚約者に溺愛される（エルヴィラ）

### 劇場アニメ
- め組の大吾 火事場のバカヤロー（1999年、大吾の母）
- NITABOH 仁太坊-津軽三味線始祖外聞（2004年）
- ふるさと-JAPAN（2007年、志津の母）

### Webアニメ
- マウスどうぶつえん（2018年、ウシのけいこ）

### ゲーム
- ラグナキュール レジェンド（2000年）
- サクラ大戦3 〜巴里は燃えているか〜（2001年、群集）
- サクラ大戦4 〜恋せよ乙女〜（2002年、群集）
- ラチェット&クランク（2002年）

### ドラマCD
- ヴァンパイア騎士（緋桜閑）
- 砂時計（黒木楓）

### 吹き替え

#### 映画
- the EYE 【アイ】
- I Got the Hook-Up
- アイス・ストーム（ドット・ハルフォード〈アリソン・ジャニー〉）
- あの頃ペニー・レインと
- I love ペッカー（レズのもぎり）
- アルマゲドン（デニース〈ジュディス・ホーグ〉）※ソフト版
- アンブレイカブル
- イギリスから来た男
- 従妹ベット 復讐の甘い罠
- エア アメリカ
- エニイ・ギブン・サンデー（シンディ・ルーニー〈ローレン・ホリー〉）※ソフト版
- L.A.ヒート
- 鬼教師ミセス・ティングル（ミス・ゴールド〈ヴィヴィカ・A・フォックス〉）
- おばあちゃんの家
- オリエント急行殺人事件（グレタ・オルソン〈イングリッド・バーグマン〉）※DVD追加録音
- ガールズ・ナイト
- グリマーマン
- 狂っちゃいないぜ（タニア・ヒューイット）
- クロスゲージ
- ゴーストバスターズ
- コンタクト（ニュースキャスター）※テレビ東京版
- Saint Sinner
- ザ・チャイルド（コーラ）
- ザ・リング2（エヴリン〈シシー・スペイセク〉）
- サルサ!
- ザ・ロック
- G-SAVIOUR
- シャンドライの恋
- ジョー・ブラックをよろしく
- ショコラ
- スウィーニー・トッド（売春婦）
- スター・ウォーズ/フォースの覚醒
- 狙撃者
- TATARI タタリ（リポーター〈リサ・ローブ〉）
- 007 ゴールデンアイ（キャロライン〈セレナ・ゴードン〉）※テレビ朝日版
- 007 リビング・デイライツ
- 007 ワールド・イズ・ノット・イナフ（モリー・ウォーム・フラッシュ〈セレナ・スコット・トーマス〉）※ソフト版
- ディープエンド・オブ・オーシャン
- デッドマン・ウォーキング
- デンジャラス・ビューティー
- 21グラム
- ニュー・イヤーズ・デイ 約束の日
- パイレーツ
- バタフライ・キス
- パトリオット ※ソフト版
- バトルフィールド・アース（チャーク〈ケリー・プレストン〉）
- バニシング in 60（パンプキン〈マリオン・ブシア〉）※ソフト版
- ハロルド・スミスに何が起こったか?
- 箪笥
- プリティ・プリンセス2/ロイヤル・ウェディング（シャーロット〈キャサリン・マーシャ〉）
- ブローン・アウェイ/復讐の序曲
- ベイブ/都会へ行く
- ヘリコップ（クラウディア・ユーコストラ）
- ヘンリー・フール（ヴィッキー）
- 冒険王
- ボウリング・フォー・コロンバイン
- マネー・トレーダー 銀行崩壊（ブレンダ・グレンジャー）
- ムースポート
- 野獣教室
- ラスティ!
- ラスベガスをやっつけろ（テレビリポーター〈キャメロン・ディアス〉）※ビデオ・旧DVD版
- ロード・オブ・ザ・リング/二つの塔（女）

#### ドラマ
- ER緊急救命室
  - シーズン4 #10（女医）、#18（マリエッタ〈デブリアナ・マンシーニ〉）
  - シーズン5 #16（サリー）
  - シーズン6 - 15（クリスティーン・ハームス〈ミッチェル・ボニーラ〉）
  - シーズン10 #18（サブラマニアン〈K・T・タンガヴェール〉）
- WITHOUT A TRACE/FBI 失踪者を追え!
- NCIS 〜ネイビー犯罪捜査班
- F.B.EYE!!相棒犬リーと女性捜査官スーの感動!事件簿
- OZ/オズ（ダイアン・ウィトルジー）
- カズン・スキーター（母）
- 巌窟王〜モンテ・クリスト伯
- キーナン&ケル
- クリミナル・マインド 特命捜査班レッドセル（エイミー）
- グレイズ・アナトミー6（ダニー）
- クロウ・天国への階段（ダーラ）
- コールドケース 迷宮事件簿
- ザ・ホワイトハウス
- C-16: FBI（アーニー・ルーニー）
- スピン・シティ（ジャネル・クーパー）
- ダラス（ドナ）
- デスパレートな妻たち
- ブルックリン74分署
- Fame L.A.
- 名探偵ポワロ マギンティ夫人は死んだ（シラ・レンデル）
- 夢見る子犬・ウィッシュボーン
- LOST
- 私はケイトリン（キャサリン）

#### アニメ
- アメリカ物語
- グリム&エビル
- 邪悪なコンカルネ（ガストリー少佐）
- ターザン2
- ネッズニュート（ママ）
- ビリー&マンディ（ガストリー少佐、グリムの母）
- リロ・アンド・スティッチ

### テレビドラマ
- おばあさんの反乱
- 焼け跡のホームランボール

### ラジオドラマ
- FMシアター（NHK-FM）
  - 命のバトン（2015年7月25日）

### ウェブコミック
- ベルサイユのばら

### パチスロ
- パチスロ貴族 銀（石橋恵美）

### 舞台
- 第2回マウスプロモーション公演「新版・相続法概説」
- 第3回マウスプロモーション公演「桜の田」
- 第4回マウスプロモーション公演「桜の花にだまされて
- 蒼い空
- 危機一髪
- どん底（ナターシャ）
- 人形の家（ノラ）
- ピアフ
- 列車が空から降ってきた